# Skarbiec wasalnej lojalności

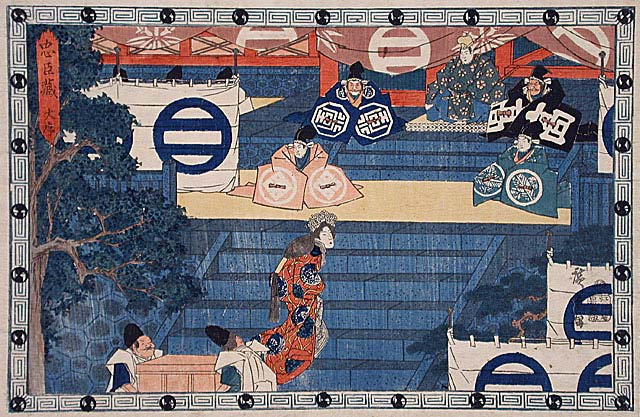
Akt I, il. Hiroshige Utagawy, XIX wiek

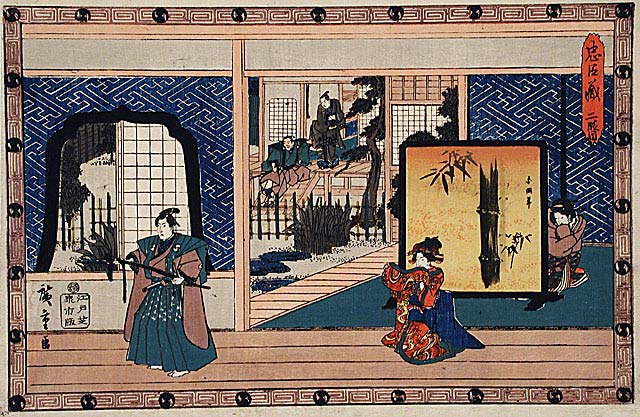
Akt II

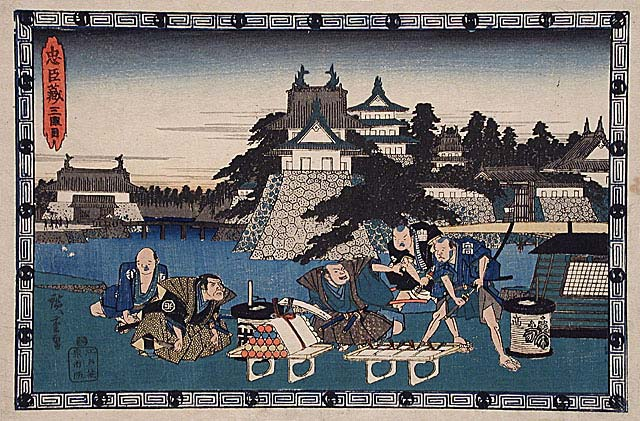
Akt III

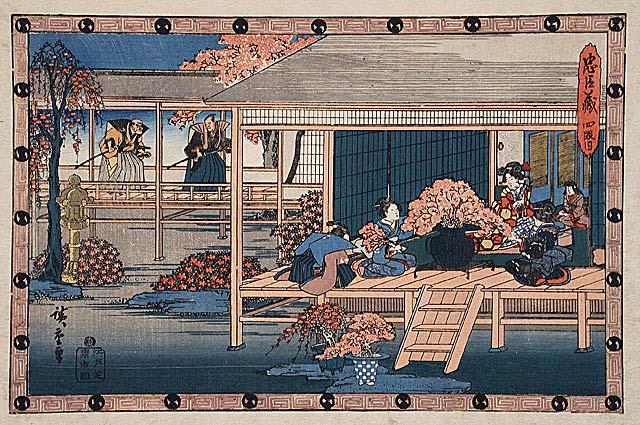
Akt IV

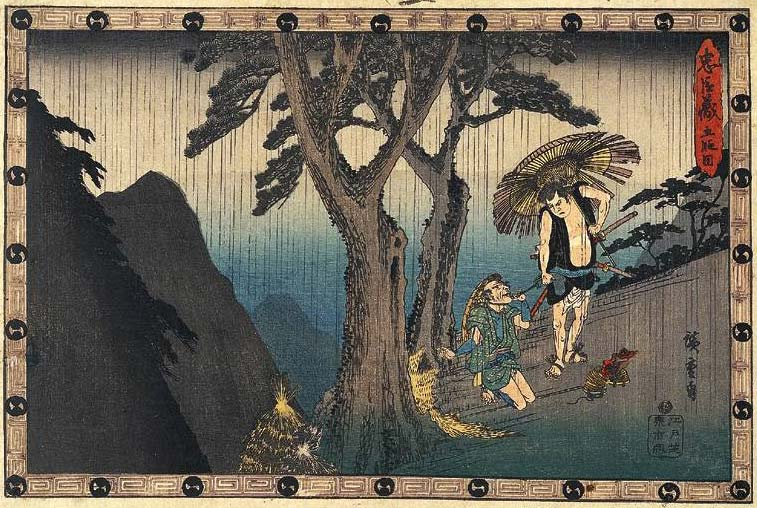
Akt V

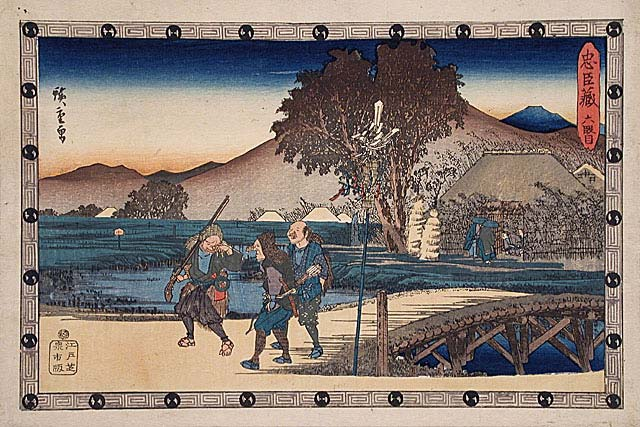
Akt VI

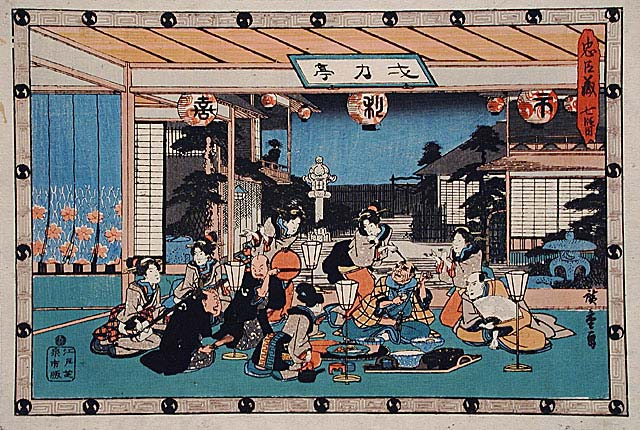
Akt VII

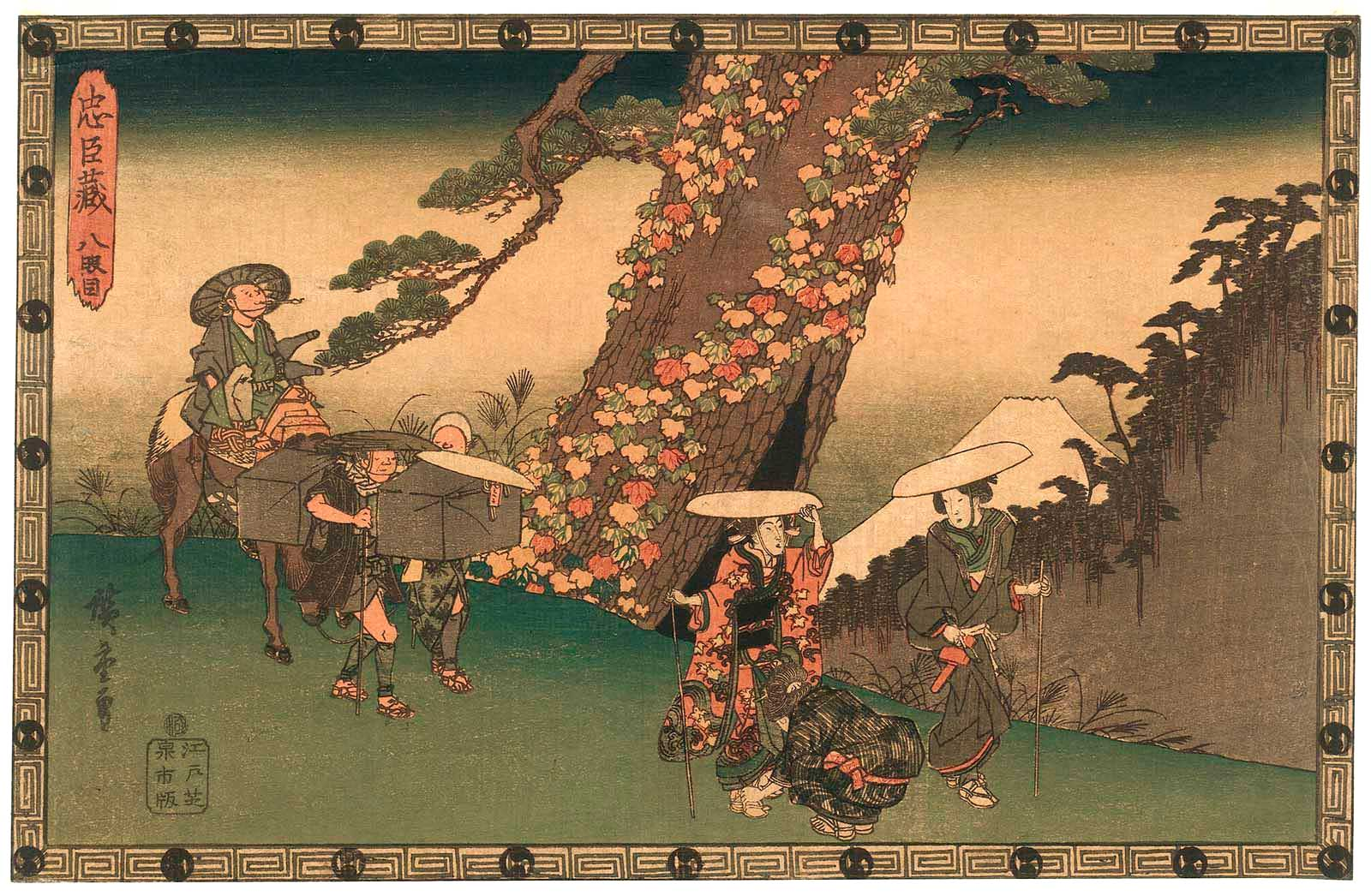
Akt VIII

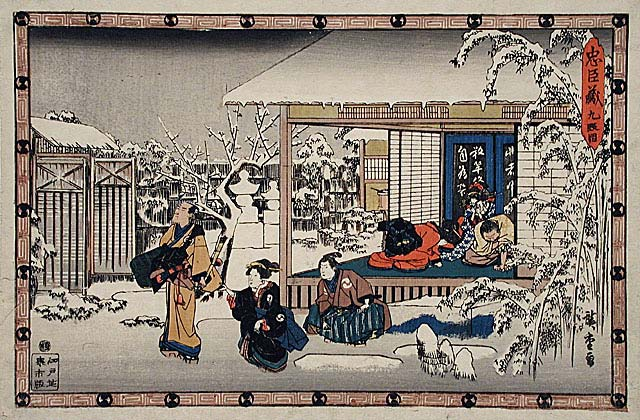
Akt IX

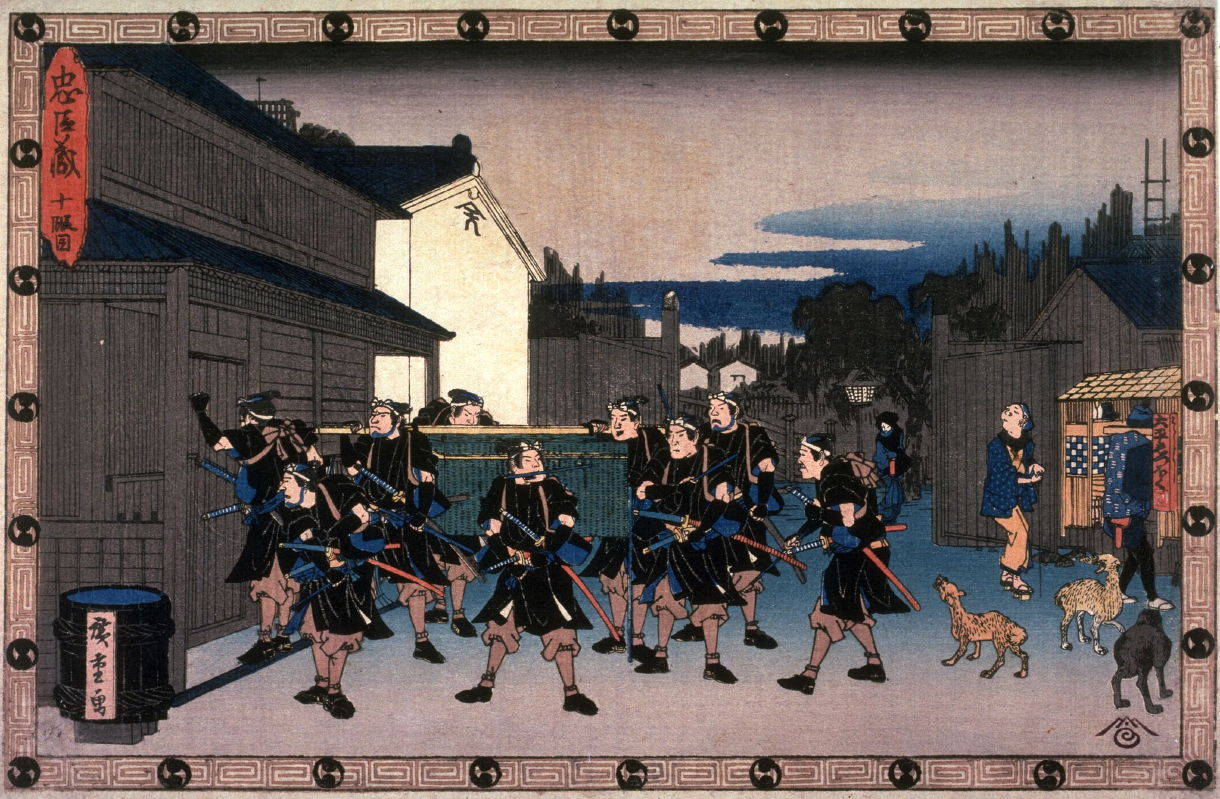
Akt X

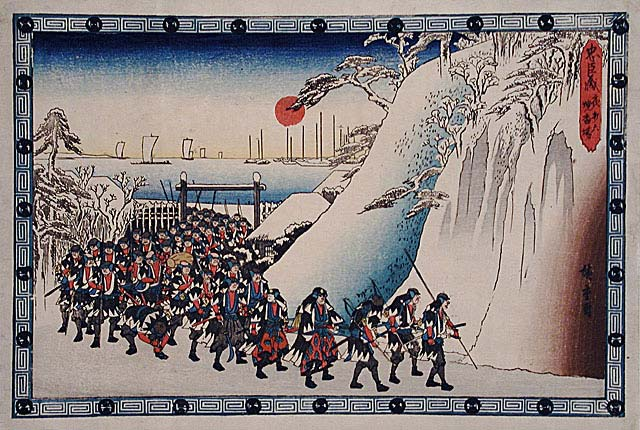
Akt XI

Skarbiec wasalnej lojalności lub Wzór liter, czyli skarbiec wiernych wasali (jap. 仮名手本忠臣蔵 Kanadehon chūshingura) – japońska sztuka teatru kabuki autorstwa Izumo Takedy II, Sōsuke Namiki i Shōraku Miyoshi. Powstała w 1748 roku pod wpływem prawdziwych wydarzeń z lat 1701–1703, gdy doszło do zemsty czterdziestu siedmiu rōninów z Akō na sprawcy śmierci ich pana. Do dziś jest odgrywana zazwyczaj w grudniu, na pamiątkę tego wydarzenia. Składa się z jedenastu aktów. Akcja z uwagi na cenzurę została przeniesiona we wczesne japońskie średniowiecze.

## Historia a fabuła dramatu
Skarbiec wasalnej lojalności został zainspirowany wydarzeniami z lat 1701–1703, gdy czterdziestu siedmiu rōninów dokonało zemsty na Yoshinace Kirze, sprawcy śmierci ich pana, Naganoriego Asano. 
Wydarzenie to odbiło się szerokim echem w społeczeństwie. Temat wierności i lojalności samurajskiej został w krótkim czasie zaadaptowany na potrzeby teatru kabuki. Bezpośrednio po wendecie dużym powodzeniem cieszyła się sztuka Monzaemona Chikamatsu, jednak niespełna pół wieku później przysłoniło ją dzieło Skarbiec wasalnej lojalności. Sztuka powstała w 1744 roku. Początkowo była przeznaczona dla teatru marionetek bunraku. W 1748 roku do swego repertuaru przyjęły ją teatry kabuki. 
Skarbiec wasalnej lojalności należy do gatunku sewamono (sztuka współczesna, obyczajowa), zapoczątkowanego na początku XVIII wieku przez Chikamatsu. Typowe dla tego gatunku jest przeniesienie na scenę teatralną aktualnych wydarzeń. Władza bakufu, obawiając się wpływu teatru kabuki na społeczeństwo, zaostrzyła cenzurę. Aby nie narażać się siogunatowi Tokugawy i uchronić sztukę przed zakazem cenzury, autorzy zmienili imiona uczestników wydarzeń z lat 1701–1703 i przenieśli akcję we wczesne średniowiecze – w XIV wiek, tj. w czasy shōguna Takaujiego Ashikagi. Autorzy wprowadzili także fikcyjne nazwiska bohaterów. Naganori Asano stał się En’ya Takasadą. Mistrz ceremonii Yoshinaka Kira otrzymał imię Kō-no Musashi-no kami Moronao (Moronō). Przywódca bezpańskich samurajów, Kuranosuke Ōishi, został nazwany Yuranosuke Ōboshi. Inni uczestnicy zdarzenia, jak: Rihei Amanoya i Sampei Kayano stali się odpowiednio Gihei Amakawayą i Kampei Hayano.

## Struktura utworu
Pierwsza część tytułu dzieła – Kanadehon – oznacza dosłownie "wzór liter kana", sylabicznego pisma japońskiego. Jego sylaby posłużyły jako znaki rozpoznawcze dla rōninów podczas dokonania zemsty.
Sztuka składa się z jedenastu aktów. Zważając na jej długość, potrzeby publiczności oraz możliwości teatru, niekiedy rezygnuje się z poszczególnych scen lub zmienia się je. Niemniej jednak nigdy nie opuszcza się kluczowych momentów przedstawienia: sceny seppuku księcia i motywu wendety rōninów.
Akcja całego przedstawienia toczy się w szybkim tempie. Dużą rolę odgrywają scenografia i dekoracje. Najczęściej sztuka jest wystawiana w grudniu, tj. miesiącu, w którym został dokonany akt zemsty.  

## Fabuła
Motyw zemsty (kataki-uchi) samurajów, jest jednym z najbardziej popularnych w sztukach teatrów kabuki. Od okresu, gdy zaczęła zanikać kultura samurajska historia czterdziestu siedmiu rōninów stanowi wzór honoru, wierności i innych cnót.
W pierwszym akcie akcja rozgrywa się w Kamakurze. Trwa uroczystość otwarcia nowo zbudowanej świątyni boga wojny – Hachimana. Przewodniczącym ceremonii jest Tadayoshi, brat shōguna Takaujiego Ashikagi. Po uroczystości gubernator Kamakury, Moronao Kono, w asyście dwóch daimyō – En’yi Takasady Hangana i Wakasanosuke Yasushiki – wydaje bankiet. Między daimyō dochodzi do sprzeczki z powodu odmiennych poglądów w kwestii zamiaru umieszczenia w świątyni hełmu, zdartego z pokonanego wroga – Yoshitady Nitty. Żona Takasady, Kaoyo, która niegdyś służyła na dworze cesarza, rozpoznaje w trofeum hełm cesarski. W dalszej części bankietu dochodzi do zalotów Moronao do Kaoyo. W obronie żony Takasady staje Yasushika.
W drugim akcie narasta konflikt pomiędzy En’yą Takasadą a Moronao. Na scenę są wprowadzane nowe postacie, na przykład Rikiya, syn Yuranosuke Ōboshiego, samuraja En’yi.
W akcie trzecim akcja toczy się przed bramą pałacu Ashikagów. Do pałacu ma przybyć posłaniec Yasushiki, Honzō. Moronao wydaje rozkaz żołnierzowi, aby go zaatakował. Honzō natomiast pojawia się z podarkami i chce zażegnać spór między Yasushiką a Moronao. Następnie do pałacu wschodzi Hangan wraz ze swoją świtą, do której należą bohaterowie epizodycznego wątki miłosnego dzieła – Kampei i Okaru.
Moronao w dalszym ciągu zaleca się do Kaoyo i obraża En’yę, który wbrew zakazom etykiety dworskiej wydobywa miecz i rani swego krzywdziciela. En’ya zostaje schwytany. O zajściu dowiadują się Kampei i Okaru, którzy odbywają schadzkę przy Zachodniej Bramie. Kampei usiłuje popełnić samobójstwo, ponieważ nie znajdował się przy swoim panu w czasie sprzeczki między Takasadą a Moronao. Okaru go powstrzymuje.
Akt czwarty należy do najbardziej dramatycznych części sztuki. Shōgun ogłasza wyrok na En’yi, po czym następują przygotowania do seppuku. Przed śmiercią En’ya wydaje ostatnie rozkazy Yuranosuke. Wierny samuraj wyjmuje z już martwej ręki swego pana zakrwawiony sztylet i chowa go za pazuchę kimona. Majątek En’yi zostaje skonfiskowany, a jego samurajowie zostają rōninami. Zamierzają walczyć przeciwko Moronao, lecz Yuranosuke ich powstrzymuje, ponieważ chce najpierw zmylić czujność wroga.
Akcja aktu piątego toczy się kilka miesięcy po seppuku En’yi. Rōnin Kampei jest żonaty z Okaru i mieszka w górach wraz ze swoimi teściami. Zajmuje się polowaniem. Ma poczucie winy z powodu śmierci swego pana. Przybywa do niego jeden z rōninów – Yagorō Sanzaki. Nie ufa Kampei, ale zgadza się przyjąć od niego pieniądze na postawienie En’yi pomnika.
W oddali, na hanamichi (długi podest teatru kabuki, część sceny) pojawia się Yoichibei, teść Kampei. Yoichibei powraca z Kioto, dokąd zaprowadził swą córkę, aby sprzedać ją do domu publicznego. W ten sposób zarobił 50 ryō. Zamierza je oddać zięciowi, który pragnie pomścić śmierć En’ya i odzyskać honor samuraja. Podczas odpoczynku Yoichibei zostaje napadnięty i obrabowany przez Sadakurō. Kampei, który przebywa w tym czasie na polowaniu, myli rabusia z niedźwiedziem i zabija go. Zabiera pieniądze i biegnie do Sanzaki, aby mu je oddać.
W akcie szóstym Kampei rozpacza nad utratą ukochanej i śmiercią teścia. Ostatecznie popełnia samobójstwo.
W siódmym akcie akcja toczy się kilka miesięcy po śmierci Kampei. Yuranosuke prowadzi rozwiązły tryb życia, przesiaduje w herbaciarni w Gion w Kioto. Jest obserwowany przez ukrywającego się pod werandą szpiega Kudayū, który ma za zadanie donosić na niego Moronao. Yuranosuke odwiedza jego syn, Rikiya. Potajemnie przekazuje mu list od żony zmarłego En’yi, Kaoyo, z którego rōnin ma dowiedzieć się o miejscu pobytu Moronao. Yuranosuke czyta list. O jego treści dowiaduje się pracownica herbaciarni – Okaru – sprzedana żona zmarłego Kampei. W trakcie lektury Yuranosuke zostaje spłoszony przez spadającą spinkę Okaru, w tym czasie szpieg urywa zwisający koniec zwoju.
Akt ósmy informuje o podróży córki Honzō – Konami. Ma ona poślubić syna Yuranosuke – Rikiyę.
W akcie dziewiątym widz przenosi się do domu Yuranosuke w Yamashinie w pobliżu Kioto. Yuranosuke wraca pijany do domu. Podtrzymują go dziewczęta. Przed domem rōnin i jego towarzyszki lepią bałwana, następnie idą spać. Przed dom Yuranosuke przybywa Konami wraz z matką – Tonase. Kobiety gości Oishi, żona Yuranosuke. Podczas spotkania mają zostać ustalone warunki małżeństwa Konami i Rikiyi. Oishi nie chce dopuścić do głosu Tonase, w końcu nie daje zgody na ślub. Tonase i Konami postanawiają popełnić samobójstwo, lecz powstrzymuje je dźwięk fletu i czyjś donośny głos, który oznajmia, że żąda głowy Honzō. Ma to być zadośćuczynienie za to, iż w swoim czasie ojciec Konami nie powstrzymał En’yi przed zabiciem Moronao.
Ktoś z domowników obwieszcza, że głowa Honzō już jest dostarczona. Wchodzi flecista w kapeluszu. Okazuje się, że jest to Honzō. Oznajmia on, że jest jedyną osobą, która może nie dopuścić do ślubu Konami i Rikiyi. Nazywa Yuranosuke tchórzem, ponieważ, zamiast planować zemstę na Moronao, odwiedza domy publiczne i upija się. Oishi, słysząc te obelgi, rzuca się na Honzō z włócznią, która następnie zostaje jej wyrwana z rąk. W obronie godności Yuranosuke staje jego syn Rikiya, chwyta upuszczoną przez matkę włócznię i pierwszym ciosem rani Honzō. Hałas budzi Yuranosuke, który powstrzymuje syna przed zadaniem Honzō drugiego, śmiertelnego, ciosu.
Następuje scena wyjaśnienia i wzajemnego przebaczenia. Yuranosuke wyjaśnia Honzō, że od śmierci Takasady planuje zemstę na Moronao. Nie godzi się także na małżeństwo syna, mając na względzie dobro Konami, gdyż zostanie wdową w wyniku pomyślnego dokonania wendety. Honzō oznajmia, że dla jego rodziny to będzie zaszczyt, jeżeli jego córka poślubi syna wiernego samuraja. Jako podarunek ślubny Honzō daje rodzinie Yuranosuke plan domu Moronao.
W akcie dziesiątym jest przedstawiony sklep Gihei'a w Sakai. Jego właściciel zajmuje się dostarczaniem i przechowywaniem broni dla czterdziestu siedmiu wiernych rōninów. W podzięce rōninowie podejmują decyzję, że nazwa jego sklepu będzie okrzykiem bojowym podczas ataku.
Ostatni, jedenasty, akt jest poświęcony wendecie. Inscenizowanej zemście towarzyszy taniec. Każdy rōnin jest zaopatrzony w znak rozpoznawczy: jeden ze znaków pisma kana. Po przedostaniu się przez bramę samurajowie zdobywają dom Moronao i chwytają jego właściciela. Yuranosuke daje Moronao sztylet, którym En’ya popełnił seppuku i proponuje mu honorowe samobójstwo. Moronao jednak odmawia, po czym zostaje zdekapitowany przez przywódcę rōninów. Zatkniętą na włóczni głowę samurajowie niosą w procesji na grób swego pana En’yę.